# Michael Malone (trener koszykarski)
Michael Malone (ur. 1 stycznia 1971 w Nowym Jorku) – amerykański trener koszykarski, były trener zespołu Denver Nuggets.
Jest synem wieloletniego trenera zespołów NBA Brendana Malone.

## Osiągnięcia
- Mistrz NBA (2023)[1]
- Wicemistrz NBA jako asystent trenera (2007)[2]
- Uczestnik mistrzostw Ameryki jako asystent trenera (2009 – 4.miejsce)